# Alchemilla chthamalea
Alchemilla chthamalea är en växtart i släktet daggkåpor och familjen rosväxter. Den beskrevs av Werner Hugo Paul Rothmaler. 
Arten förekommer i västra Himalaya. Inga underarter finns listade i Catalogue of Life.